# Mario Boljat
Mario Boljat (ur. 31 sierpnia 1951 w Splicie, zm. 1 stycznia 2024) – chorwacki piłkarz, grający na pozycji obrońcy, reprezentant Jugosławii

## Kariera
Największe sukcesy odnosił z zespołem Hajduka Split w którym w latach 1969–1979 wystąpił 207 razy i strzelił 6 goli, następnie przeniósł się do zespołu niemieckiej Bundesligi FC Schalke 04 dla którego w latach 1979–1980 zagrał 9-krotnie, strzelając 2 gole. W reprezentacji Jugosławii zadebiutował w wyjazdowym meczu eliminacyjnym do mistrzostw świata w listopadzie 1977 roku z Rumunią i wystąpił w sumie w 5 występach, nie zdobywając żadnej bramki. Jego ostatnim występem reprezentacyjnym był towarzyski wyjazdowy mecz z Włochami w maju 1978 roku.

## Sukcesy
- Mistrzostwo Ekstraklasy Jugosławii (4): 1970–71, 1973–74, 1974–75, 1978–79
- Puchar Jugosławii (5): 1971–72, 1972–73, 1973–74, 1975–76, 1976–77